# Petr Vitásek
Petr Vitásek (Ostrava, Checoslovaquia, 5 de agosto de 1981) es un deportista checo que compitió en remo.
Ganó una medalla de plata en el Campeonato Mundial de Remo de 2003 y una medalla de bronce en el Campeonato Europeo de Remo de 2010.
Participó en dos Juegos Olímpicos de Río de Janeiro 2016, en los años 2004 y 2008, ocupando el octavo lugar en Atenas 2004, en la prueba de cuatro sin timonel.

## Palmarés internacional
| Campeonato Mundial | Campeonato Mundial          | Campeonato Mundial | Campeonato Mundial |
| Año                | Lugar                       | Medalla            | Prueba             |
| ------------------ | --------------------------- | ------------------ | ------------------ |
| 2003               | Milán (Italia)              | Medalla de plata   | Cuatro scull       |
| Campeonato Europeo |                             |                    |                    |
| Año                | Lugar                       | Medalla            | Prueba             |
| 2010               | Montemor-o-Velho (Portugal) | Medalla de bronce  | Doble scull        |